# جونجو كي سي سي إجيس
جونجو كي سي سي إجيس (الكورية: 전주 KCC 이지스) هو فريق كرة سلة كوري جنوبي تأسس في سنة 1997 يقع في جونجو. يلعب في الدوري الكوري لكرة السلة. من أبرز لاعبيه السابقين الأمريكي مايكل رايت.

## وصلات خارجية
- الموقع الرسمي